# Panos Skourletis

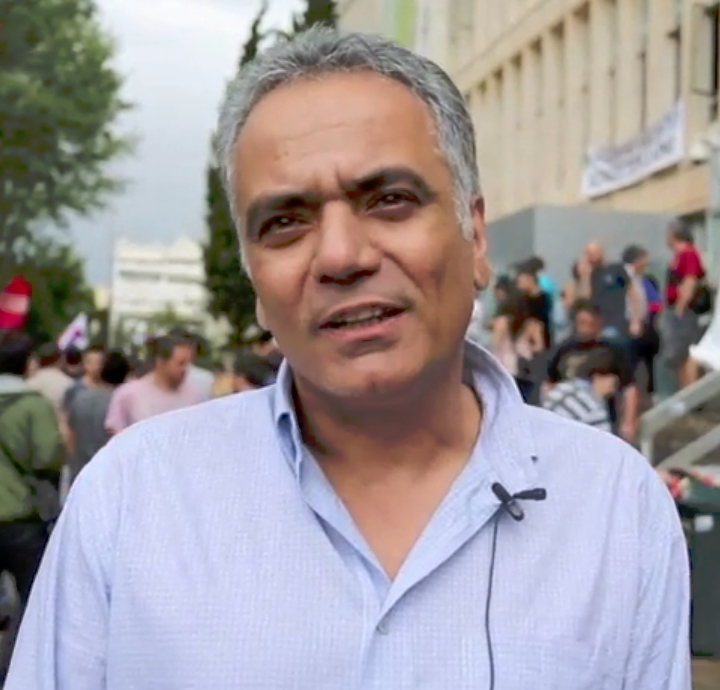
Panos Skourletis (2015)

Panos Skourletis (griechisch Πάνος Σκουρλέτης; * 1962 in Athen) ist ein griechischer Politiker der ehemaligen Regierungspartei SYRIZA. Er ist seit dem 27. Januar 2015 Minister in der Regierung von Alexis Tsipras, zunächst als Arbeitsminister. Am 17. Juli 2015 wechselte er als Nachfolger des entlassenen Panagiotis Lafazanis auf den Kabinettsposten für Wiederaufbau, Umwelt, Energie und Klimawechsel.
Skourletis studierte Wirtschaftswissenschaften an der Universität Piräus. Er engagierte sich schon als Schüler und als Student in der kommunistischen Jugend. Er war Pressereferent der linken Partei Synaspismos und gilt als Vertrauter von Ministerpräsident Alexis Tsipras.